# Eucharidema trichroa
Eucharidema trichroa är en fjärilsart som beskrevs av Rothschild och Jordan 1909. Eucharidema trichroa ingår i släktet Eucharidema och familjen mätare. Inga underarter finns listade i Catalogue of Life.